# هرمان غولدشميت
هرمان غولدشميت (بالفرنسية: Hermann Mayer Salomon Goldschmidt )‏ (و. 1802 – 1866 م) هو عالم فلك، ورسام من فرنسا، وألمانيا، ولد في فرانكفورت، توفي عن عمر يناهز 64 عاماً.

## جوائز
حصل على جوائز منها:
- Lalande Prize [الإنجليزية]‏ (1861)
- الميدالية الذهبية للجمعية الفلكية الملكية (1861)
- وسام جوقة الشرف من رتبة فارس.